# 埃托瓦 (北卡羅萊納州)
埃托瓦（英語：Etowah）是位於美國北卡羅萊納州亨德森縣的普查規定居民點。

## 人口
根據2020年美國人口普查的數據，埃托瓦的面積為46.30平方千米，當中陸地面積為45.75平方千米，而水域面積為0.55平方千米。當地共有人口7642人，而人口密度為每平方千米165.05人。